# Slussen (bussterminal)

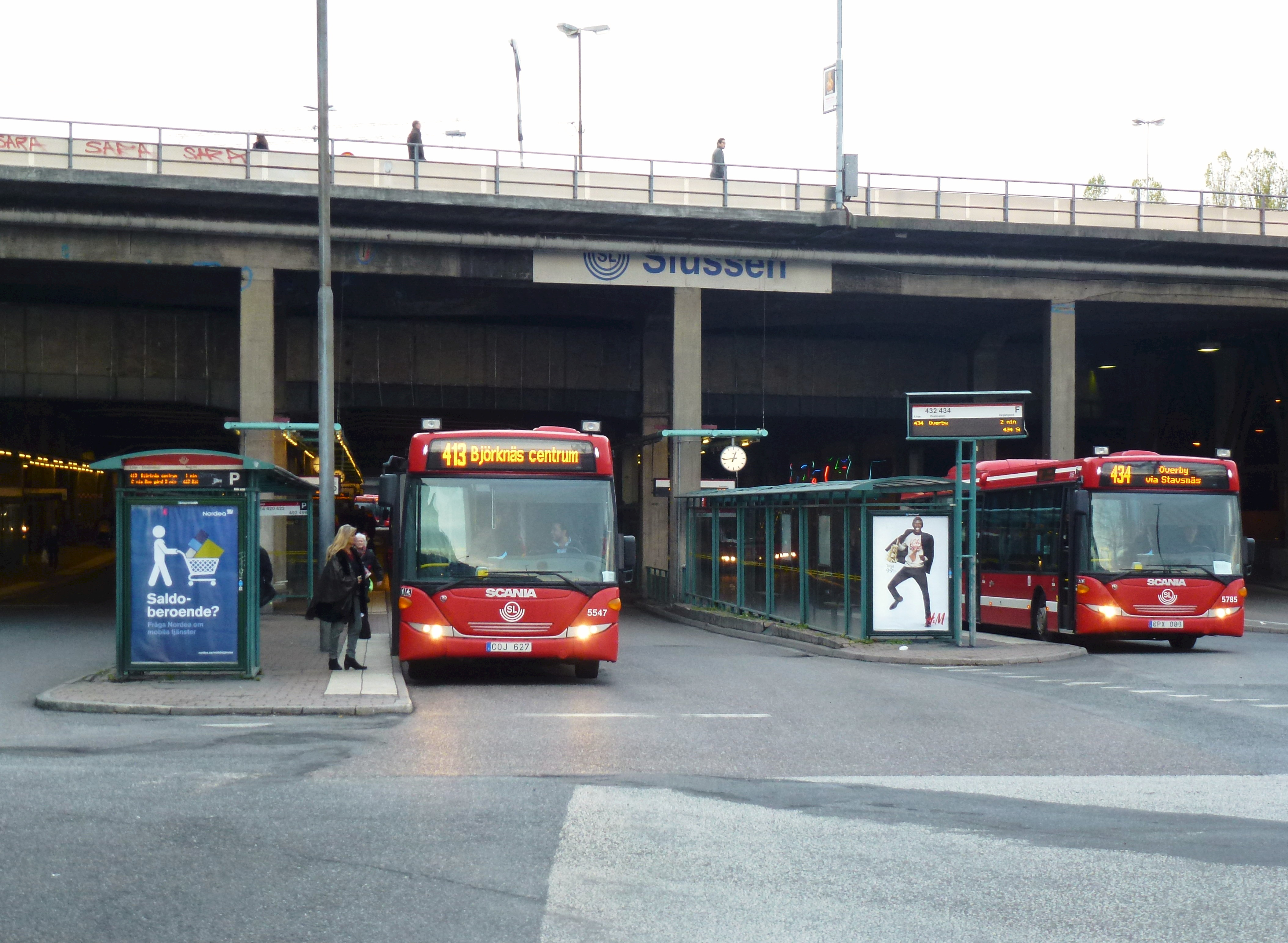
Slussens bussterminal sedd från öst, november 2014.

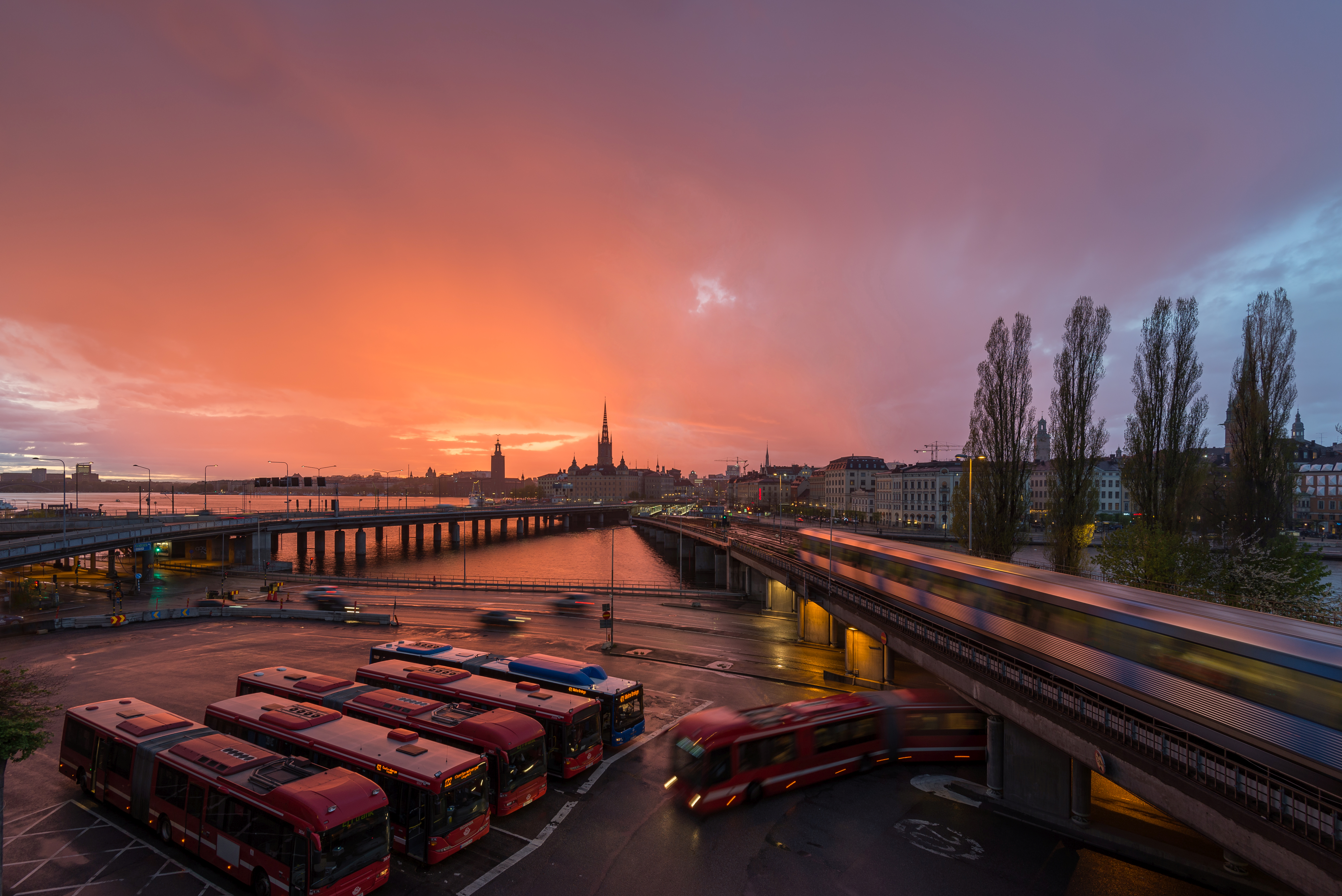
Vy från Slussen mot Gamla stan och Riddarholmen, med bussar vid bussterminalen i förgrunden, maj 2015.

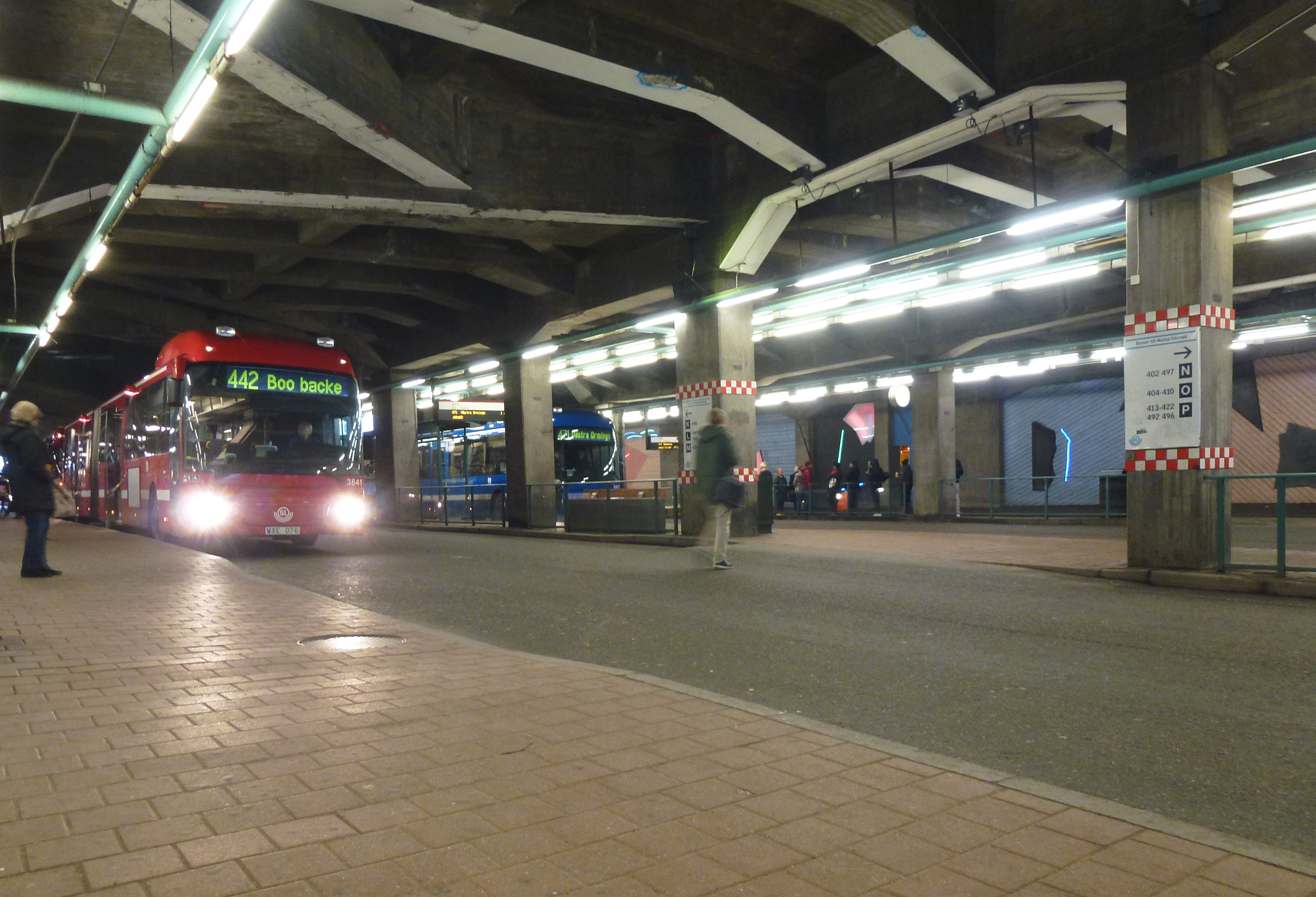
Insidan av Slussens bussterminal, 2014.

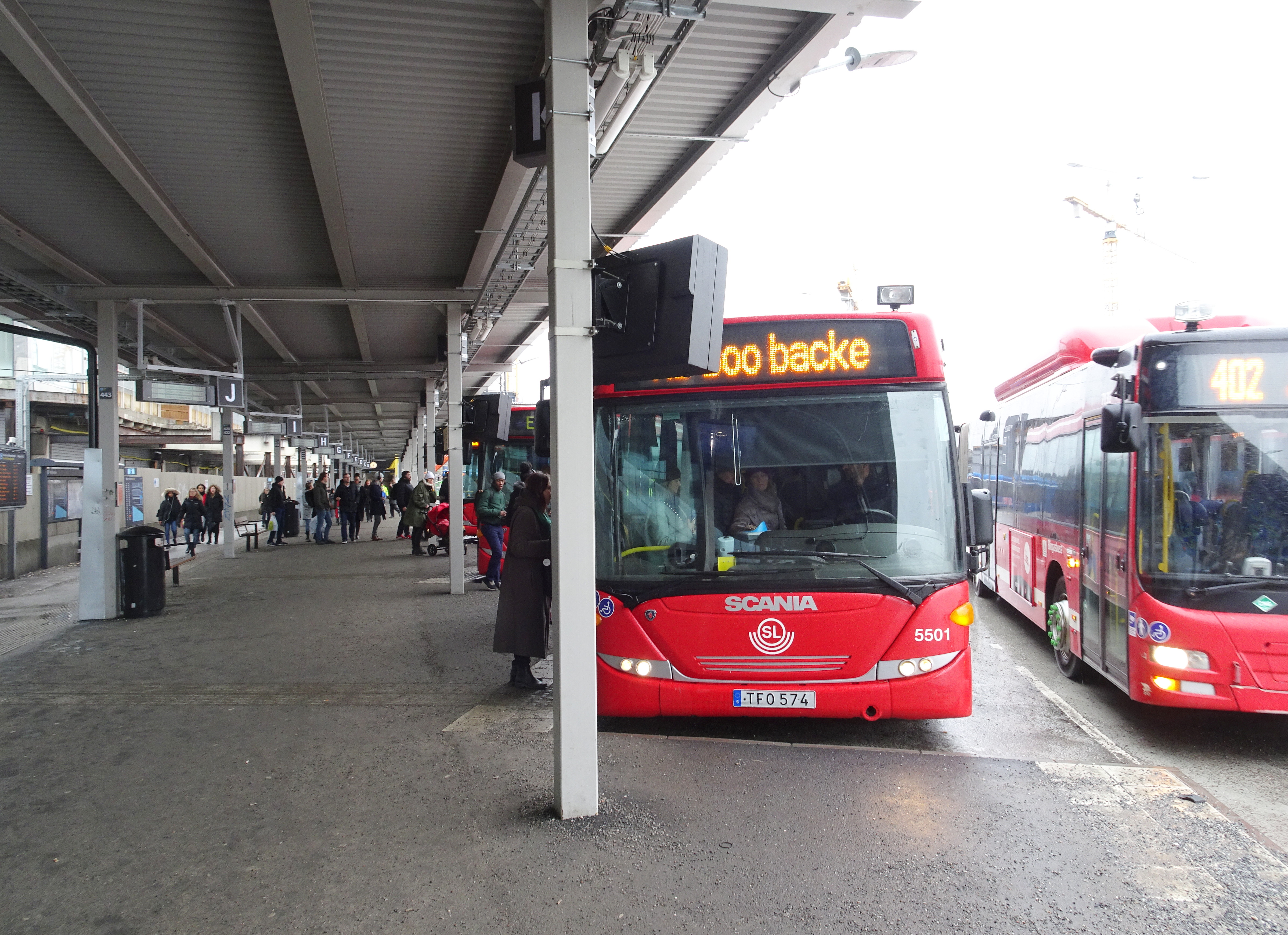
Provisoriska bussterminalen, 2019.

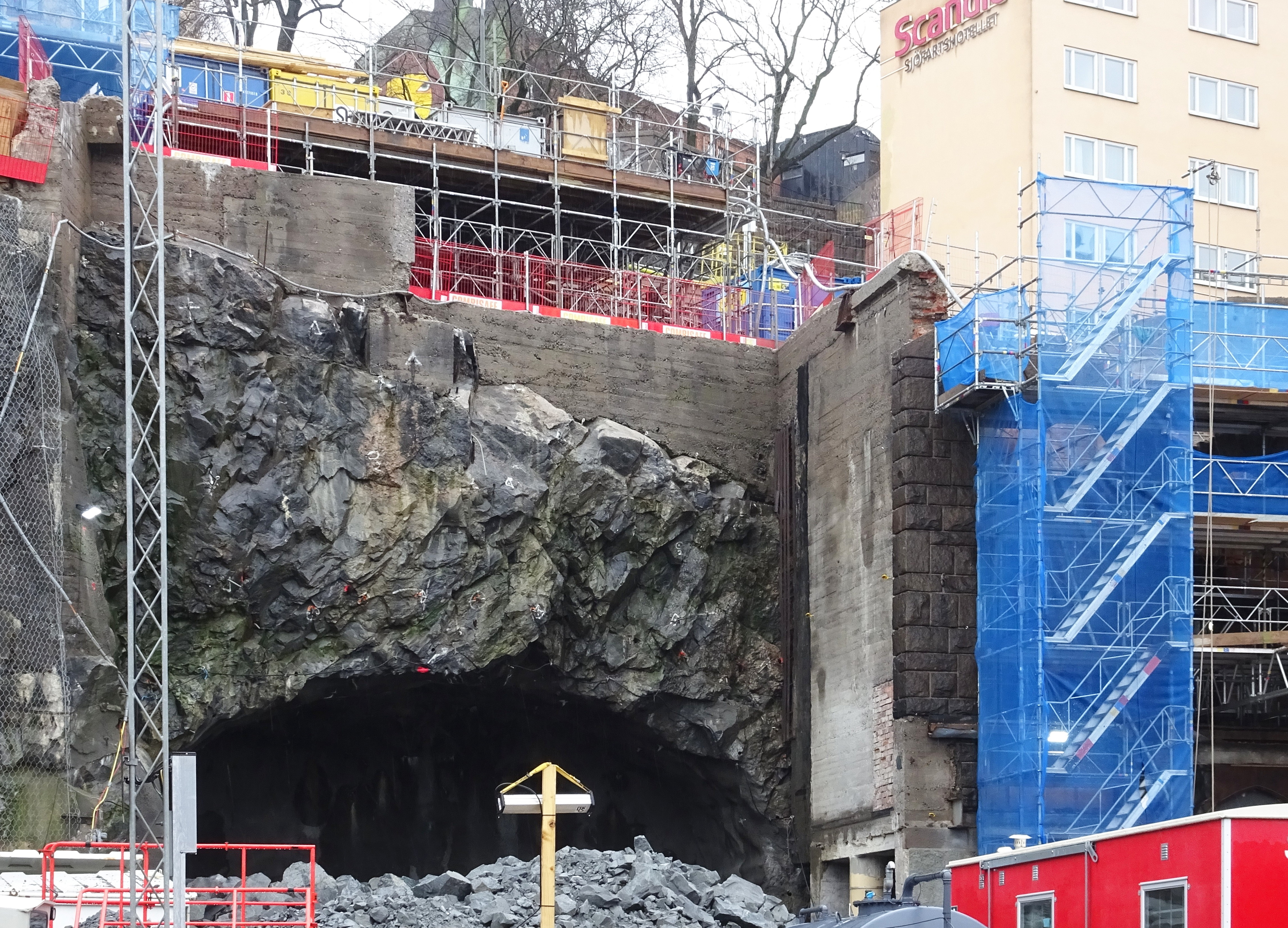
Slussens nya bussterminal, byggarbeten vid Stadsgårdskajen, mars 2019.

Slussen var en bussterminal inom trafikplatsen Slussen på Södermalm i Stockholm. Terminalen invigdes år 1971 och fick 1987 utseende det hade till 2018 då den upphörde när Projekt Slussen behövde tillgång till ytan. 
Terminalen hade 47 500 påstigande resenärer per dag (2015) och den är därigenom den största bussterminalen i Stockholm och i Sverige. I anslutning till terminalen mot väster fanns en bussdepå, på Guldfjärdsplan och delvis under Hilton Stockholm Slussen.

## Historik
När trafikplatsen Slussen uppfördes 1935 fanns viss busstrafik men ingen bussterminal utan bara ett antal refuger med hållplatser för bussar. Även om Alice Babs sjöng 1940: "Ta nu bussen ifrån Slussen...", så var det inte så många bussar som gick från Slussen, men den trafikerades av spårvagnar. I samband med högertrafikomläggningen 1967 försvann spårvagnarna och ersattes av bussar som nu behövde mera utrymme. Bussarna hade då sin ändhållplats vid Tjärhovsplan. 
I anslutning till Saltsjöbanans station fanns tidigare en mindre bangård för växling av godsvagnar till Stadsgårdens hamnspår. Bangården var belägen längst ner under Slussens trafikplats. Den revs och 1971 förlades bussterminalen hit för all busstrafik från Stockholm ut till Nacka kommun och Värmdö kommun. Bussarna fick därmed en centralt belägen terminal med anslutning till Slussens tunnelbanestation och Saltsjöbanan. Den norra delen av bussterminalen utgjordes av en bussgata intill Stadsgårdsleden, som skildes från resten av terminalen av bullerdämpande träplank. Terminalen bestod i övrigt av tre bussfiler med mellanliggande påstigningsrefuger. 

### Ombyggnader
Åren 1985 till 1987 genomgick terminalen en större ombyggnad. Då tillkom en 90 meter lång bullervägg i trä mellan de bärande betongpelarna mot Södra Järngraven. Bullerväggen fick en konstnärlig gestaltning med neon, patinerad koppar, gjutet bly, diabas och plexiglas av Gun Gordillo. År 1994 bytte man ut alla busskurer och reklamvitriner.
Den 2 maj 2018 stängdes denna terminal och all trafik överflyttades till en ny terminal belägen på Stadsgården, något öster om den äldre. Denna var utformad som en dockningsterminal med 18 platser för avgående bussar. Den terminalen var av tillfällig karaktär och var i drift fram till augusti 2024, då en ny temporär bussterminal togs i bruk.

## Ny bussterminal
Inom Projekt Slussen kommer en ny terminal sprängas in i Katarinaberget med huvudentré från nuvarande P-hus Slussen.  Ytterligare tre entréer placeras vid Stadsgårdskajen. Bussarnas in- och utfart kommer att ske från Stadsgårdsleden genom en ny tunnel (under Saltsjöbanans spår) ungefär i höjd med  Stadsgårdsterminalen.
19 augusti 2024 öppnar en tillfällig bussterminal för majoriteten av Nacka Värmdö-bussarna i höjd med Stadsgårdsterminalen. Ett antal Nacka Värmdö-bussar kommer däremot att få ett tillfälligt hållplatsläge på Katarinavägen.